# 尚布雷 (巴西)
尚布雷（葡萄牙語：Xambrê）是巴西巴拉那州的一个市镇。总面积359.713平方公里，总人口5896人，人口密度16.4人/平方公里。